# Tritriakontan
Tritriakontan (CH3(CH2)31CH3) (sumární vzorec C33H68) je uhlovodík patřící mezi alkany, má 33 uhlíkových atomů v molekule. Jedná se o nejnižší alkan, který má v molekule dohromady více než 100 atomů.